# ARPCC

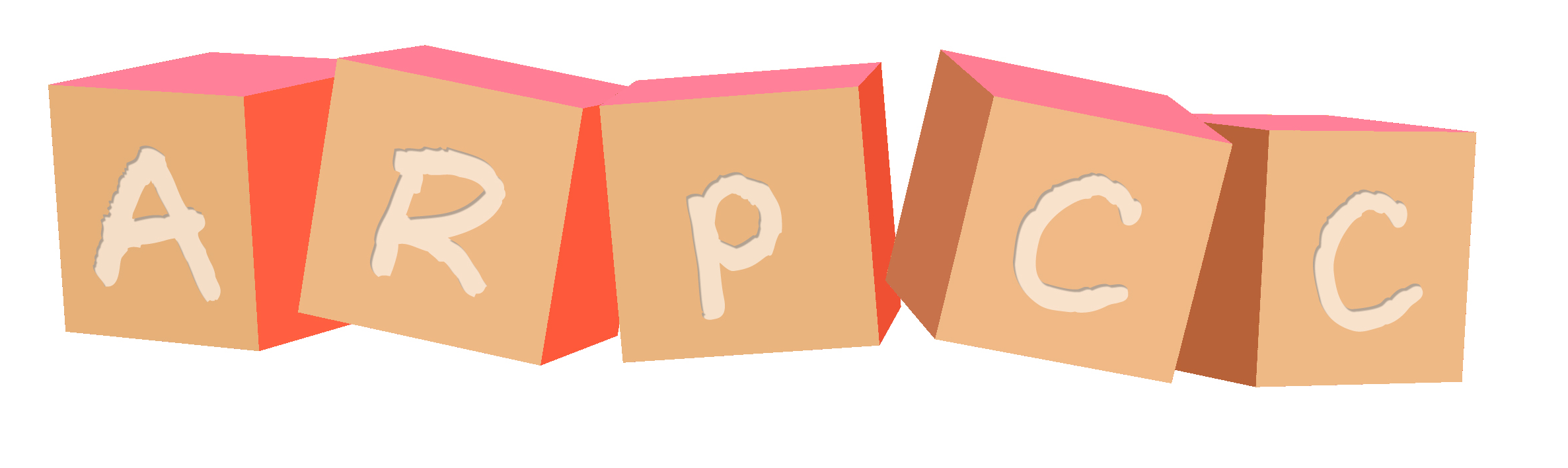
Logo-ul Asociației Române pentru Custodia Comună

Asociația Română pentru Custodia Comună (prescurtat ARPCC) este o organizație neguvernamentală care militează pentru introducerea și explicarea prevederilor custodiei comune în România. A creat o serie de manuale pentru uzul judecătorilor și al justițiabililor ca de pildă Manualul de implementare a custodiei comune Arhivat în 30 mai 2010, la Wayback Machine. și Manualul despre Sindromul Alienării Părintești. ARPCC este membru al proiectului Vin Codurile   și colaborează cu ANPDC și UNICEF pentru îmbunătățirea legislației din domeniul protecției drepturilor copilului. Organizația a reușit impunerea în vocabularul specialiștilor a noțiunilor cu care operează custodia comună: părinte rezident, părinte nerezident, părinte custodian, părinte necustodian, plan parental. În acest moment (februarie 2012) există o inițiativă legislativă care va include și în legislație aceste noțiuni.
Misiunea ARPCC este aceea de a educa specialiștii care ar trebui să asiste familia aflată în situații de criză (avocați, mediatori, psihologi, judecători, personal de la protecția copilului său notari) să stimuleze procedurile necontencioase de rezolvare a disputelor. Aceasta implică aplanarea conflictului parental, medierea unui plan parental și, în definitiv, să ne asigurăm, la nivel social, că din ce în ce mai puțini copii vor ajunge să piardă contactul cu unul dintre cei doi părinți. 
Suntem de asemenea implicați în schimbări legislative și în proceduri de unificare a jurisprudenței. În acest moment statisticile sunt deosebit de sumbre, deși s-au făcut pași în direcția susmenționată: la nivel european, jumătate dintre copiii care se nasc într-o relație ajung, ca până la vârsta de 10 ani părinții să se separe sau să divorțeze iar jumătate dintre aceștia, ajung în nici trei ani de la divorț sau separare să piardă orice contact semnificativ cu părintele nerezident și cu întreaga familie extinsă (unchi, mătuși, veri, bunici) din partea acelui părinte. 
România și Europa produc astfel mii de copii (semi-)orfani care, statisticile o dovedesc, performează mult mai slab, pe toți indicatorii legați de bunăstarea copilului, față de copiii care, în ciuda divorțului sau separării, au șansa ca părinții lor să rămână implicați activ în viața lor.

## Custodia comună în România
Asociația Română pentru Custodia Comună își propune să promoveze avantajele custodiei comune în România. 
Asociația colaborează cu instituțiile statului român (CSM, INM, Ministerul Muncii (Direcția Generală de Protecția Copilului), Ministerul Justiției, Camera Deputaților, Poliție), pentru a determina alinierea acestora la standarde nediscriminatorii (pe criteriul sex) de acordare a custodiei și pentru uniformizarea modului în care aceste instituții tratează părinții copilului. În contextul intrării în vigoare a noului Cod civil, Asociația dorește să acopere golul de cunoștințe existent în domeniu, prin popularizarea celor mai bune practici de la nivelul țărilor care au introdus anterior custodia comună în legislația lor. Cele mai importante două inițiative din prezent (anul 2012) sunt legate de monitorizarea implementării noului Cod civil în Tribunalele și Curțile de Apel din România precum și inițiativa de implementare a planului parental minimal obligatoriu în cauzele cu minori.

## Interesul superior al copiilor
Interesul superior al copiilor este acela de a fi aproape de ambii părinți, chiar dacă părinții au hotărât să nu mai locuiască împreună. ARPCC militează pentru reducerea traumelor copiilor asociate cu divorțul și separarea, prin educația părinților (de a trata cu mai multă responsabilitate divorțul), a judecătorilor (pentru a standardiza programe de legături personale mai apropiate de nevoile psihologice ale copiilor), a psihologilor (pentru a înțelege mai bine, de exemplu, nevoile copiilor ai căror părinți sunt aflați într-un conflict în justiție), a profesorilor, educatorilor, învățătorilor, medicilor curanți și de familie (pentru a înțelege mai bine responsabilitatea pe care școala și spitalul o au în a proteja legăturile personale între minor și părinți, indiferent de statutul juridic al acestora), a polițiștilor de proximitate și a procurorilor implicați în cauze care implică nerespectarea programelor de legături personale dintre minori și orice persoană semnificativă din viața lor.
| “                          | Principalii factorii protectivi care contribuie la adaptarea pozitivă a copiilor și părinților postdivorț și care moderează apariția riscurilor asociate cu divorțul sunt constituiți pe câteva dimensiuni importante: calitatea relației dintre cei doi părinți, capacitatea părinților lor de a lua decizii împreună privind aspectele importante în educarea copiilor, consistenta și consecvența stilului parental în disciplină (Amato & Rezac, 1994[7]; Hetherington & Kelly, 2002[8]; Johnston, 1995[9]) implicarea activă a părintelui nerezident în viața copiilor (Amato & Gilbreth, 1999[10]), oferirea de căldură și suport emoțional copiilor (Emery & Forehand, 1994[11]; Neighbors, Forehand, Mc Vicar, 1993[12]; Vandewater, Lansford, 1998[13]), monitorizarea activității copiilor la școală și în mediul extrașcolar, supravegherea relațiilor sociale ale copiilor, asigurarea accesibilității și menținerea contactului cu fiecare părinte, absența acțiunilor de denigrare a autorității celuilalt părinte, abilități de rezolvare a problemelor (Hetherington, 1999[14]) | ” |
| — psiholog Camelia Borlean | |   |

## Proiecte
Proiectele principale ale Asociației sunt:
- Manualul de implementare a custodiei unice
- Manualul de implementare a custodiei comune Arhivat în 30 mai 2010, la Wayback Machine.
- Manualul de acordare a custodiei comune Arhivat în 31 decembrie 2011, la Wayback Machine.
- Manualul despre Sindromul alienării părintești
- Culegere de jurisprudență modernă în materia încredințării minorului Arhivat în 31 decembrie 2011, la Wayback Machine.
- Culegere de jurisprudență CEDO relevantă pentru relațiile dintre părinți și copii Arhivat în 1 noiembrie 2011, la Wayback Machine.
- Iurispedia (ARPCC este partener al CSM pentru secțiunile legate de autoritatea părintească comună)
- Inițiativa de modificare a legii 272/2004 (Legea Copilului) în colaborare cu ANPDC
- Inițiativa de introducere a planului parental minimal (colaborare cu ANPDC, CSM și numeroase ONG-uri din zona protecției copilului)
- Proiectul de formare continuă a judecătorilor dedicați cauzelor cu minori (în planificare, colaborare cu INM și CSM)

## Organizații similare din România
- Asociația TATA
- Asociația Națională a Taților din România

### Organizații similare din alte țări
- UK Men and Father's Rights Home Page Arhivat în 8 februarie 2007, la Wayback Machine.
- Fathers Are Cappable Too (Canada)
- Other organizations - index Arhivat în 9 ianuarie 2012, la Wayback Machine.